# Vojtěch Metelka
Vojtěch Metelka (17. února 1902 Hoděšovice – 1. dubna 1962 Mělník) byl český římskokatolický kněz, děkan v Dobrovici a 4. infulovaný čestný probošt na Mělníce.

## Život
Narodil se v obci Hoděšovice v rodině rolníka a starosty obce Jana Metelky (1852-1940) a Marie Metelkové, roz. Löfflerové (1857-1917). Byl původně členem kongregace redemptoristů na Svaté Hoře u Příbrami. Byl redaktorem časopisu Svatá Hora. V letech 1949–1954 působil jako děkan v Dobrovici. Za 4. čestného mělnického infulovaného probošta byl instalován 19. června 1955. Vykonával též funkci okrskového vikáře. Proslul jako výborný kazatel a statečný kněz. Jeho úsilí na Mělníce se týkalo boje o záchranu drobných sakrálních památek. V mělnickém chrámu se postaral o nový rozvod elektrického proudu, vymalování stěn a zhotovení nových uměleckých dveří obou vchodů. Z jeho iniciativy vznikl zde nový oltář Českých patronů při použití soch z torza barokních varhan. Současně však byl v mělnickém chrámě zredukován počet oltáříků při pilířích hlavní lodi. Probošt Metelka zemřel na Mělníce 1. dubna 1962. Je pochován v kněžské hrobce na hřbitově sv. Václava v Mělníku.

## Rodinní příslušníci
Jeho sestra Anežka Metelková (1884-1977) byla řádovou sestrou (věčné sliby složila dne 15.7.1921 u Školských Sester jako Svatá Marie LUDGARA), naposledy působila v klášteře v Koclířově, kde od roku 1977 odpočívá na místním hřbitově.
Jeho bratr František Metelka (10.5.1895 - 4.6.1917) padl v I. světové válce jako vojín 11. polní setniny c. a k. pěšího pluku č. 98 a byl ve svých 22 letech pohřben ve Slovinsku na vojenském hřbitově v Brje pri Komnu IV v hrobě č. 626, kde odpočívá dodnes. Během služby byl vyznamenán za statečnost.